# Kar
 Ovo je glavno značenje pojma Kar. Za druga značenja pogledajte Kar (razdvojba).
Kar (kostus, lat. Costus), biljni rod iz porodice Costaceae kojemu pripada 101 vrsta rizomatoznih trajnica, epifita i polugrmova raširenih u suptropskim i tropskim regijama, Azije, Afrike i Amerike. Vernakularno ovaj rod je nazivan spiralni đumbir, ali to ime prvenstveo označava vrstu C. barbatus. 
Polugrm kar čiji su sinonimi Costus speciosus i Cheilocostus speciosus, i koji je poznat i kao krep đumbir ili malajski đumbir, danas se vodi pod rodom Hellenia, i znanstveni mu je naziv Hellenia speciosa.

## Vrste
1. Costus acanthocephalus K.Schum.
2. Costus acreanus (Loes.) Maas
3. Costus acutissimus Maas & H.Maas
4. Costus adolphi-friderici Loes.
5. Costus afer Ker Gawl.
6. Costus albiflos Maas & H.Maas
7. Costus allenii Maas
8. Costus amazonicus (Loes.) J.F.Macbr.
9. Costus arabicus L.
10. Costus asplundii (Maas) Maas
11. Costus asteranthus Maas & H.Maas
12. Costus atlanticus E.M.Pessoa & M.Alves
13. Costus aureus Maas & H.Maas
14. Costus barbatus Suess.
15. Costus beckii Maas & H.Maas
16. Costus bicolor J.Braun & K.Schum.
17. Costus bracteatus Rowlee
18. Costus bullatus Meekiong, Muliati & Ipor
19. Costus chartaceus Maas
20. Costus chrysocephalus K.Schum.
21. Costus claviger Benoist
22. Costus clemensiae Ridl.
23. Costus comosus (Jacq.) Roscoe
24. Costus cordatus Maas
25. Costus cupreifolius Maas
26. Costus curvibracteatus Maas
27. Costus dendrophilus K.Schum.
28. Costus dinklagei K.Schum.
29. Costus dirzoi García-Mend. & G.Ibarra
30. Costus dubius (Afzel.) K.Schum.
31. Costus eburneus Meekiong, Muliati & Tawan
32. Costus elegans Veitch ex J.Dix
33. Costus erythrocoryne K.Schum.
34. Costus erythrophyllus Loes.
35. Costus erythrothyrsus Loes.
36. Costus fenestralis Maas & H.Maas
37. Costus fissicalyx N.R.Salinas, Clavijo & Betancur
38. Costus fortalezae K.Schum.
39. Costus gabonensis Koechlin
40. Costus geothyrsus K.Schum.
41. Costus giganteus Welw. ex Ridl.
42. Costus glaucus Maas
43. Costus gracillimus Maas & H.Maas
44. Costus guanaiensis Rusby
45. Costus juruanus K.Schum.
46. Costus kupensis Maas & H.Maas
47. Costus laevis Ruiz & Pav.
48. Costus lasius Loes.
49. Costus lateriflorus Baker
50. Costus ledermannii Loes.
51. Costus leucanthus Maas
52. Costus ligularis Baker
53. Costus lilaceus Maas & H.Maas
54. Costus lima K.Schum.
55. Costus loangensis H.Maas & Maas
56. Costus longibracteolatus Maas
57. Costus louisii H.Maas & Maas
58. Costus lucanusianus J.Braun & K.Schum.
59. Costus maboumiensis Pellegr.
60. Costus macranthus K.Schum.
61. Costus microcephalus K.Schum.
62. Costus montanus Maas
63. Costus mosaicus W.Bull
64. Costus muluensis Meekiong, Ipor & Tawan
65. Costus mulus Meekiong, Ipor & Tawan
66. Costus nimba H.Maas & Maas
67. Costus nitidus Maas
68. Costus oblongus S.Q.Tong
69. Costus oligophyllus K.Schum.
70. Costus osae Maas & H.Maas
71. Costus phyllocephalus K.Schum.
72. Costus pictus D.Don
73. Costus plicatus Maas
74. Costus plowmanii Maas
75. Costus productus Gleason ex Maas
76. Costus pulverulentus C.Presl
77. Costus quasi-appendiculatus Woodson ex Maas
78. Costus ricus Maas & H.Maas
79. Costus rumphianus Valeton ex K.Heyne
80. Costus scaber Ruiz & Pav.
81. Costus schlechteri H.J.P.Winkl.
82. Costus sepacuitensis Rowlee
83. Costus spectabilis (Fenzl) K.Schum.
84. Costus spicatus (Jacq.) Sw.
85. Costus spiralis (Jacq.) Roscoe
86. Costus sprucei Maas
87. Costus stenophyllus Standl. & L.O.Williams
88. Costus sulfureus K.Schum.
89. Costus talbotii Ridl.
90. Costus tappenbeckianus J.Braun & K.Schum.
91. Costus tonkinensis Gagnep.
92. Costus ulei Loes.
93. Costus vargasii Maas & H.Maas
94. Costus varzearum Maas
95. Costus villosissimus Jacq.
96. Costus vinosus Maas
97. Costus viridis S.Q.Tong
98. Costus wilsonii Maas
99. Costus woodsonii Maas
100. Costus zamoranus Steyerm.
101. Costus zingiberoides J.F.Macbr.